# Robert Clyde Springer
Robert Clyde Springer dit Bob Springer est un astronaute américain né le 21 mai 1942.

## Vols réalisés
Il réalise 2 vols en tant que spécialiste de mission :
- 13 mars 1989 : Discovery (STS-29)
- 15 novembre 1990 : Atlantis (STS-38)